# ФК Улвърхемптън Уондърърс
Футболен клуб Улвърхемптън Уондърърс (на английски: Wolverhampton Wanderers F.C.), известен и като Уулвс, е английски футболен отбор от град Улвърхемптън. Провежда своите домакински срещи на Молиню от 1889 г.

## История на клуба
„Уулвс“ започва първо като училищен тим когато едно момче от училището Сейнт Люкс в Блейкънхол, Хари Баркрофт представя футбола на група хора които спомагат да се създаде клуба.
Сейнт Люкс е създаден през 1877, а две години по-късно отбора е прекръстен на Улвърхемптън Уондърърс. Клубът използва два терена – Уиндмил и Джон Харпърс. След осем години отбора се мести на игрището „Молиню“ където играе и до днес.
Уулвс стават официални членове на футболната лига през 1888, а само година по-късно стигат до първия си финал за ФА Къп където губят от Престън Норд Енд с 3:0. След като отбора завладява ФА Къп през 1949 побеждавайки на финала Лестър с 3:1 на Уембли, тима стига до три шампионски успеха и един дубъл, през петдесетте. Те печелят лигата през 1953/1954, 1957/1958 и 1958/1959. През тези години Уулвс играят и първите си международни мачове. Те посрещат на „Молиню“ отбори като Спартак Москва, Динамо Москва, Хонвед и Реал Мадрид. През 1964 отбора е в криза и начело със Стив Кълинс изпада за две годин във Втора Дивизия преди да стигне до летящо завръщане в елита начело с Рони Алън. Той е заменен от Бил Мак Гари, който извежда тима до финала за Купата на УЕФА срещу Тотнъм през 1972 и до спечелване на Купата на Лигата.
Смяната на ръководството през 1986 довежда до обрати в бъдещето на клуба. Отбора стига своето дъно изпадайки в четвърта дивизия. След три неуспехни опита за завръщане в елита през 90-те мечтата става реалност през 2003 когато отбора побеждава Шефлид Юнайтед в плейоф за влизане в елита на Милениъм Стейдиъм. Завръщането е краткотрайно тъй като през 2004 отбора отново изпада в Първа Дивизия.

## Състав

### Настоящ състав
Към 15 август 2025 г.

## Успехи
- ФА Къп: 4 пъти – 1893, 1908, 1949 и 1960.
- Купа на Лигата: 2 пъти – 1974 и 1980
- Първенство: 3 пъти – 1953 – 54, 1957 – 58 и 1958 – 59.
- Шерпа Ван Трофи: 1 – 1988
- Тексако Къп: 1 – 1971

## Стадион
Стадионът на Улвърхемптън се нарича „Молиню“. Построен е през 1889 и същата година е отворен за посетители. Капацитетът му е 32 050 души.

## Известни играчи
Сред най-известните играчи на клуба са Стийв Бул, Колин Камерън, Дерек Дугън, Йонел Ганя, Дон Гудман, Анди Грей, Джони Хенкокс, Бил Хартил, Кени Хибит, Пол Инс, Стефан Иверсен Сами Ал-Джабер Рубен Невес Раул Хименес